# 機甲軍
機甲軍（日语：きこうぐん）是大日本帝国陸軍的軍級單位之一。

## 沿革
1942年（昭和17年）7月4日，根据大陸命第655号建立编制，编入關東軍编制下。计划负责滿洲東部国境防衛任务的坦克部队的训练，人員、器材的补充和补给任务，紧急情况下部署至第1方面軍属下的坦克师团。
1943年（昭和18年）10月30日，根据大陸命第881号，编制被解散。

## 軍概要

### 歴代司令官
- 吉田悳 中将：1942年（昭和17年）6月26日 -  1943年（昭和18年）10月15日

### 歴代参謀長
- 寺田雅雄 少将：1942年（昭和17年）6月28日 -  1943年（昭和18年）10月15日

### 司令部構成
- 高級参謀 福山寛邦 大佐
- 参謀（作戰） 糀卓次 中佐
- 参謀 瀬口勇 少佐

### 取消编制时的部队组成
- 教導战車旅团
  - 战車第23连队
  - 战車第24连队
- 战车第1师团
  - 战車第1旅团
    - 战車第1连队
    - 战車第5连队

  - 战車第2旅团
    - 战車第3连队
    - 战車第9连队
- 战车第2师团
  - 战車第3旅团
    - 战車第6连队
    - 战車第7连队

  - 战車第4旅团
    - 战車第10连队
    - 战車第11连队